# Tour Malakoff (Cologne)
La Tour Malakoff, en allemand Malakoffturm, est un édifice défensif qui faisait partie des fortifications prussiennes sur les rives du Rhin, construites de 1848 à 1858 à Cologne, en Allemagne.

## Histoire
Après la consolidation d'une série de forteresses en amont de la ville de Cologne sur la rive gauche du Rhin dans les années 1840, l'expansion des fortifications de Cologne côté Rhin commence en 1848. On construit un nouveau port en face de la vieille ville au sud, on installe un nouveau mur, et une tour avec porte à l'extrémité nord du bassin du port, munie d'un pont tournant en fer. Les travaux de la tour et du pont tournant durent de 1852 à 1855.
Avec la perte de son rôle militaire, la zone du Rheinauhafen est l'objet d'importants travaux. De 1892 à 1898, un nouveau chantier naval et des installations portuaires sont construits.
Après la Seconde Guerre mondiale, la manutention portuaire de Cologne est déplacée vers une autre zone, et le secteur du Rheinauhafen perd de son importance. Aujourd'hui, le pont tournant est ouvert aux piétons et aux cyclistes qui l'utilisent pour se rendre au musée du chocolat situé en face de la tour Malakoff depuis 1993, et construit à l'aide d'anciennes structures de l'extrémité nord du port.

## Nom
En 1855, la tour construite pour sécuriser le Rheinauhafen est baptisée « Malakoffturm » en souvenir de la prise du fort Malakoff à Sébastopol par les troupes françaises le 8 septembre 1855, après que les Russes ont, lors de la guerre de Crimée, résisté pendant onze mois au siège des Français, des Anglais, des Turcs et des Sardes.

La tour avec fortifications sur les rives du Rhin, à gauche du bassin du port, en arrière-plan le Bayenturm (1884).
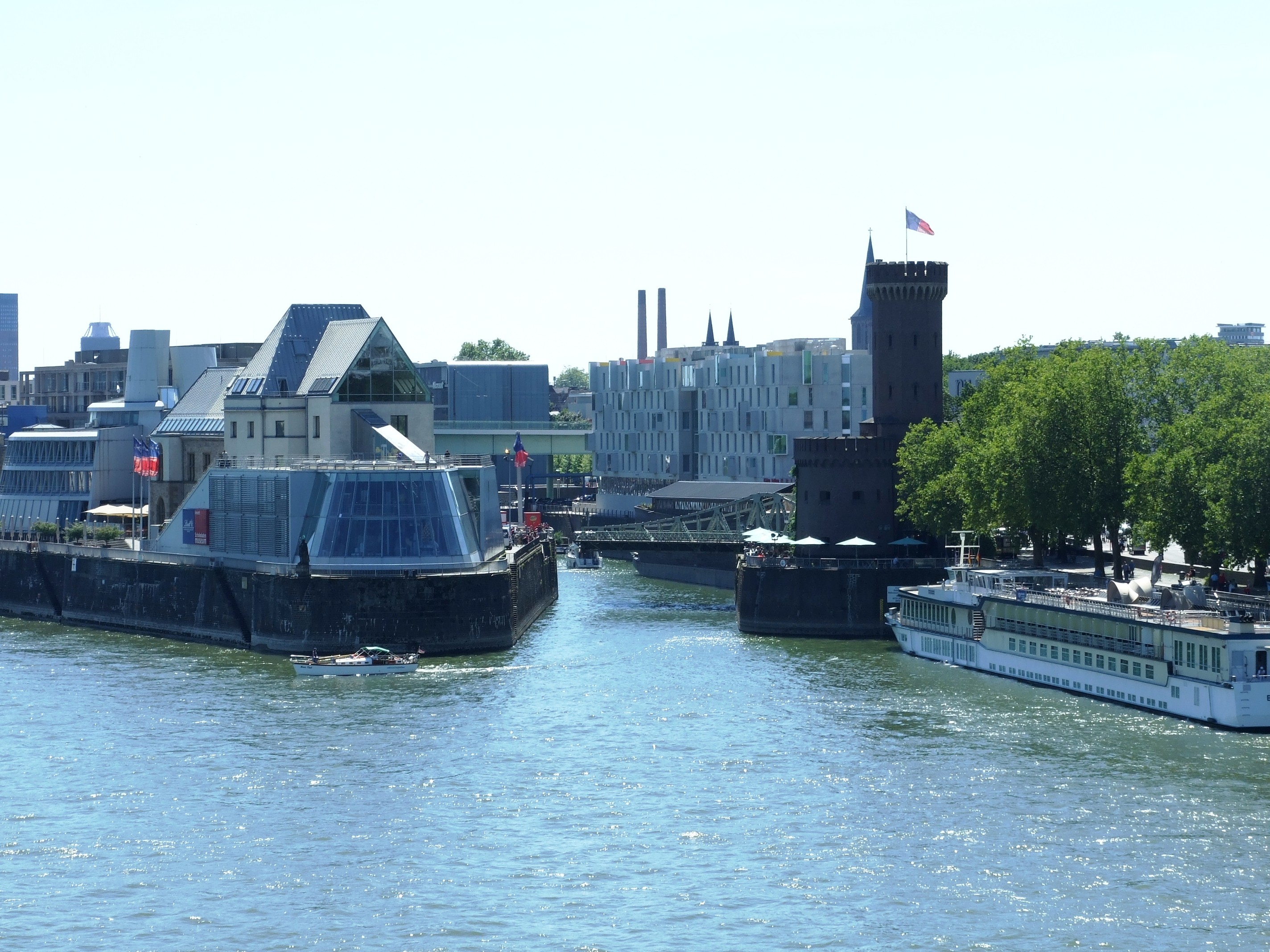
La tour, à droite du bassin du port (2012).
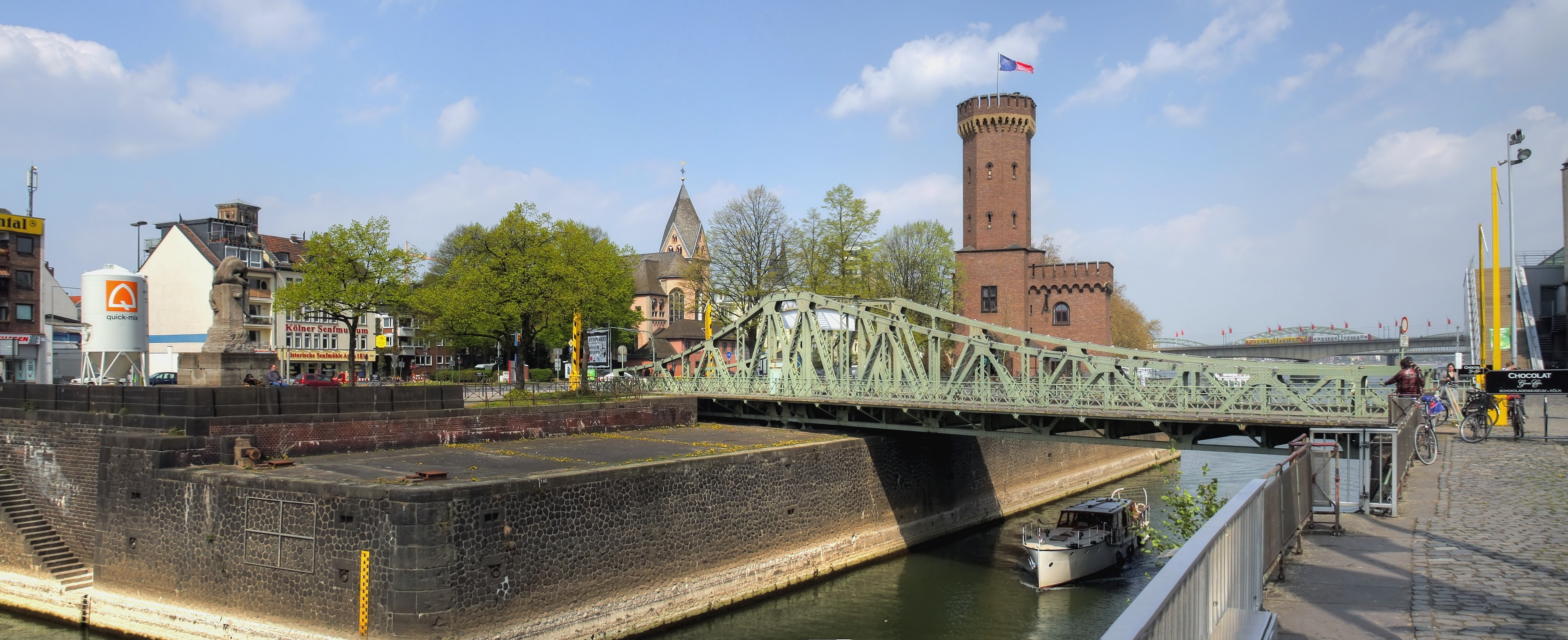
Tour de Malakoff et pont tournant, 2010.
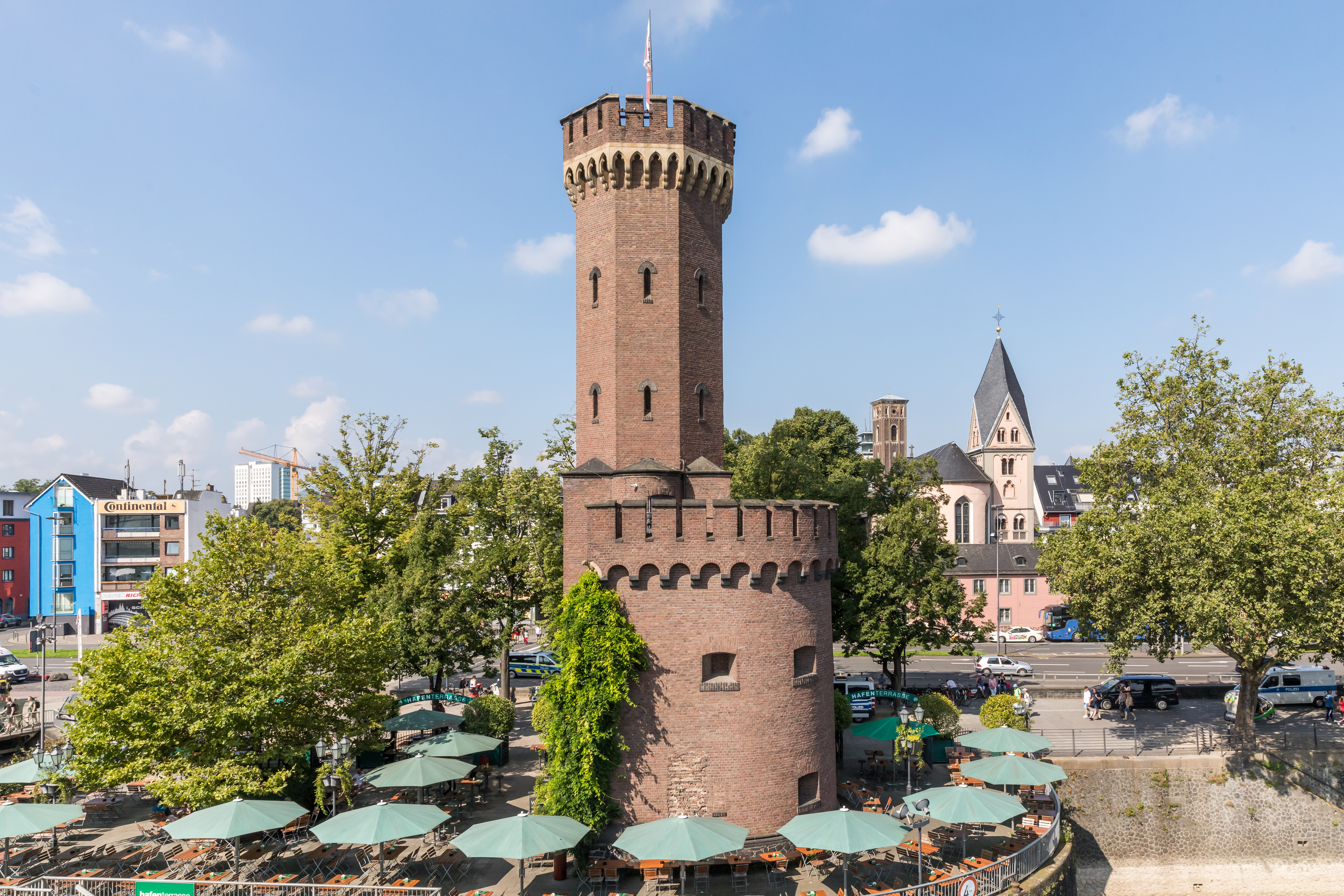
Côté Rhin avec le point de départ du mur de la rive du Rhin, 2023.
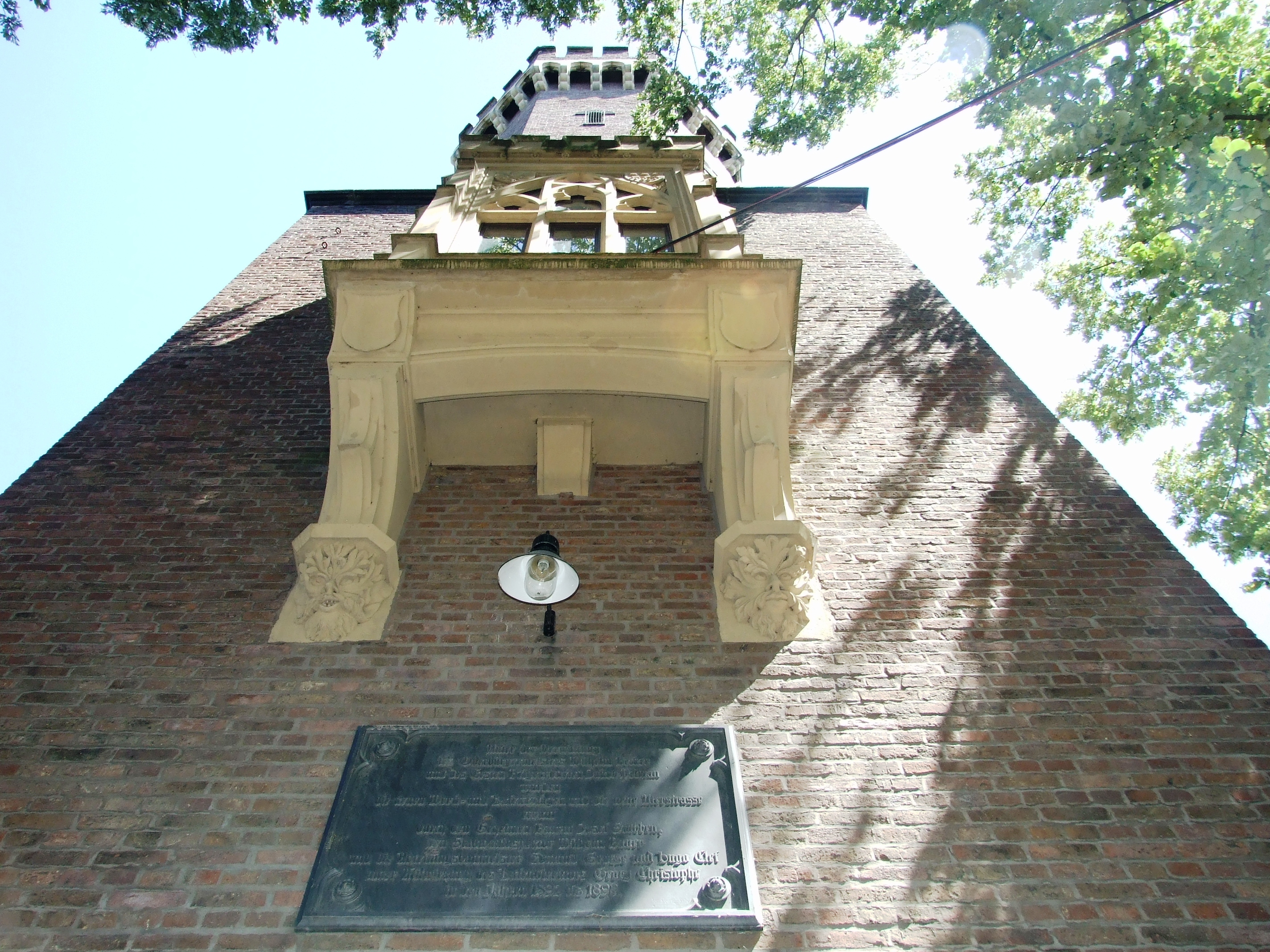
Côté ville, avec baie vitrée et plaque commémorative, 2012.
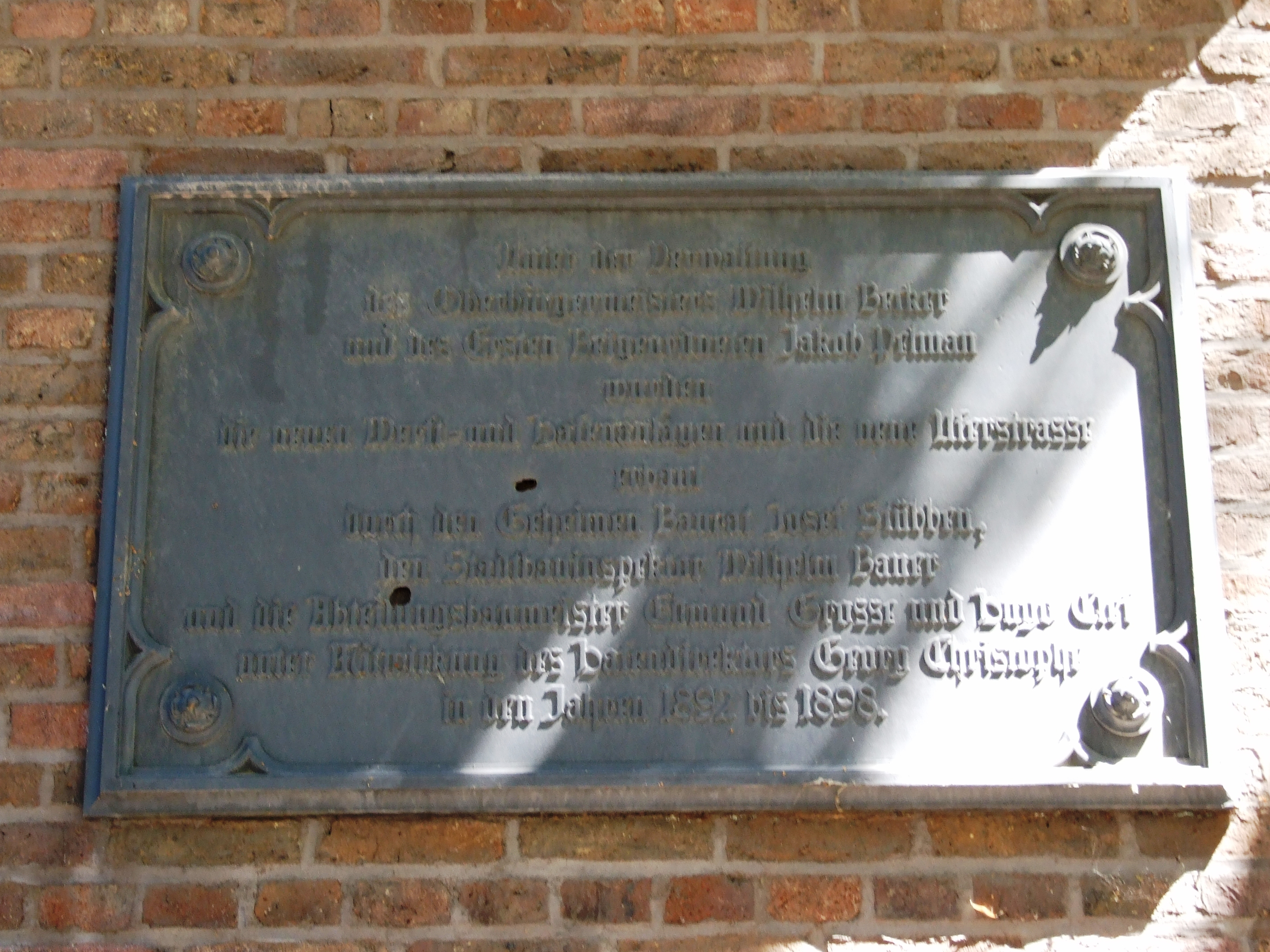
Plaque commémorative, 2012